# Resolución 297 del Consejo de Seguridad de las Naciones Unidas
La resolución 297 del Consejo de Seguridad de las Naciones Unidas fue aprobada por unanimidad el 15 de septiembre de 1971, tras haber examinado la petición de membresía por parte del Estado de Catar para poder ser miembro de las Naciones Unidas. En esta resolución, el Consejo recomendó a la Asamblea General la aceptación de Catar como miembro.